# Sparkassen Giro Bochum

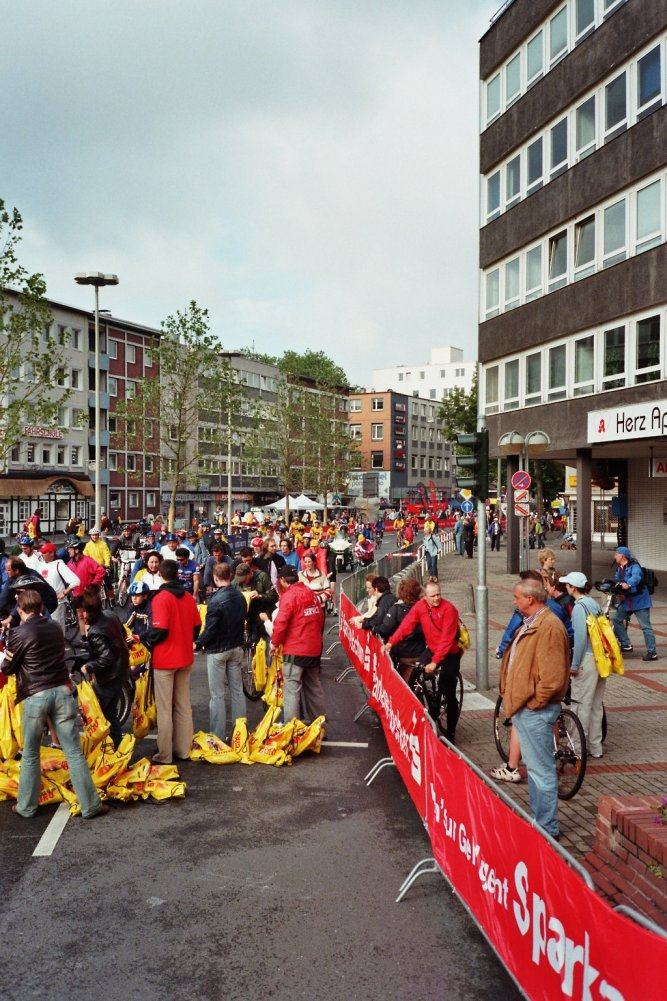
Das Jedermannrennen beim Sparkassen Giro Bochum

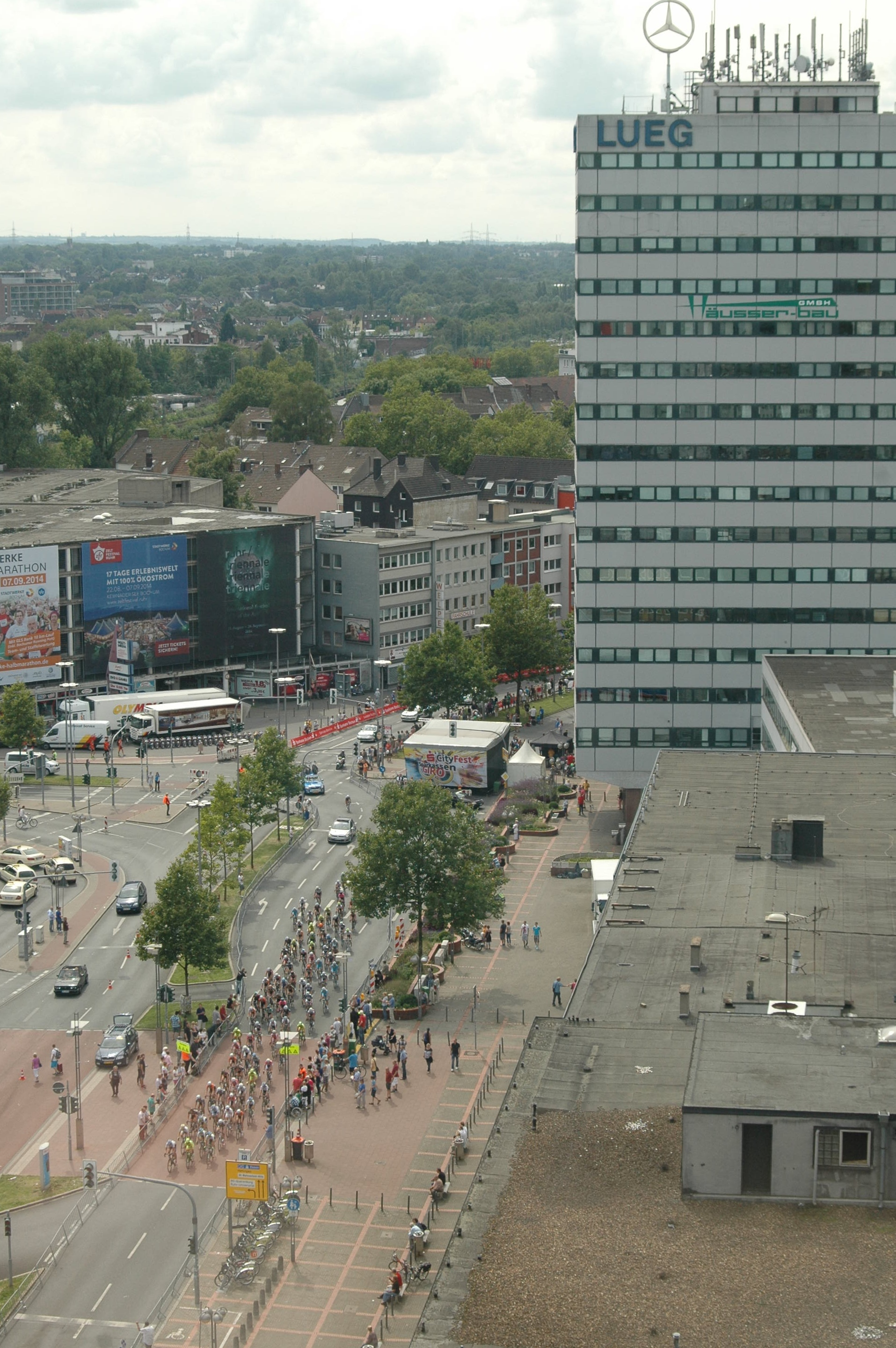
Fahrerinnenfeld am Bochumer Hauptbahnhof

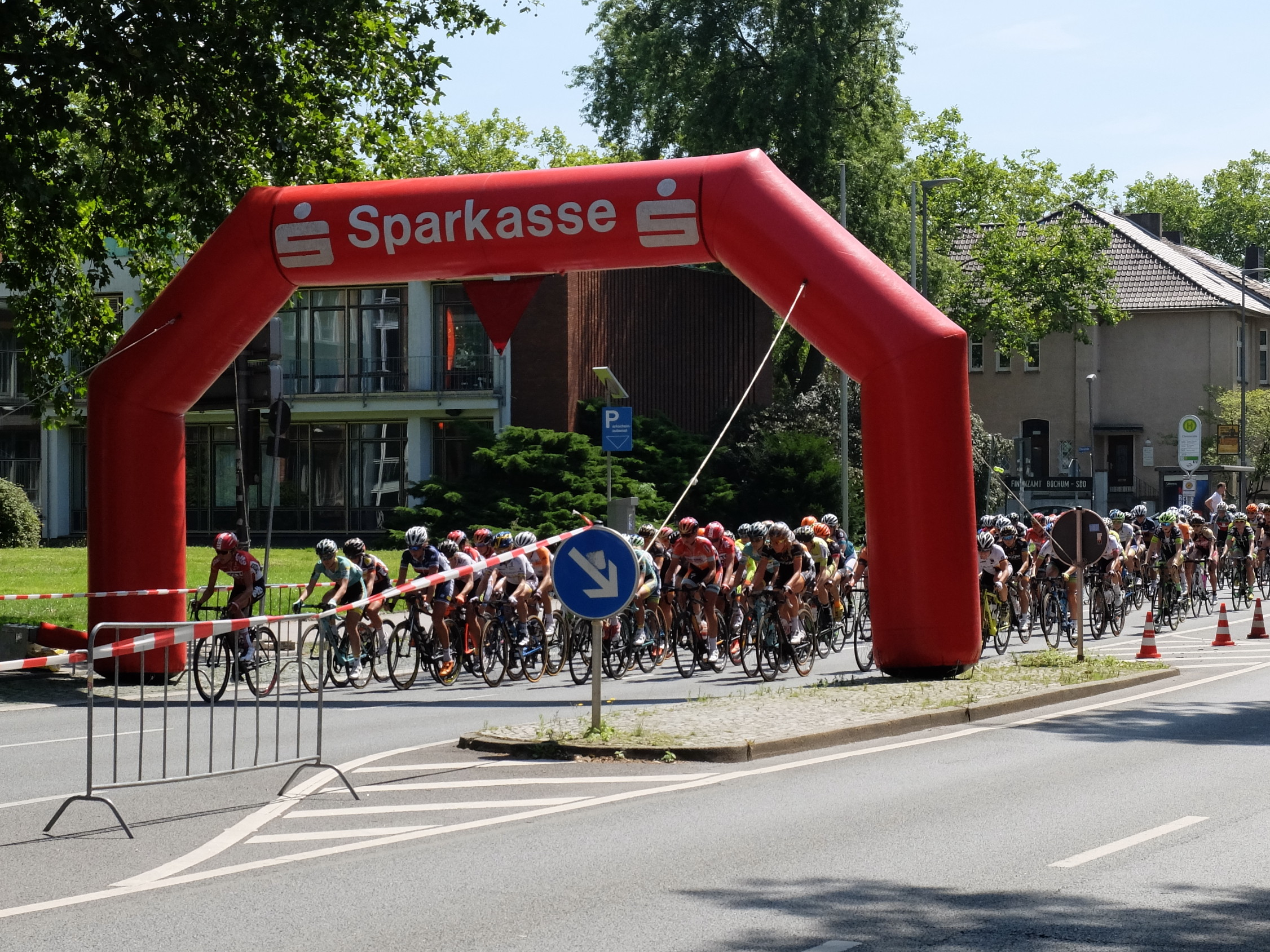
Sparkassen Giro 2015 (Frauen)
Königsallee
Höhe Finanzamt Bochum-Süd

Der Sparkassen Giro Bochum war ein internationales Straßenradrennen in Bochum. Es wurde im Jahr 2019 letztmals ausgetragen.
Die Veranstaltung fand regelmäßig am zweiten Wochenende nach Beendigung der Tour de France statt und dauerte von Samstag auf Sonntag. Dabei wurde der Parcours aus der Bochumer Innenstadt in Richtung Süden in den Ortsteil Stiepel befahren. Die kurvenreiche Runde war 14,6 km lang, der zu befahrende Höhenunterschied betrug 170 m. Der Straßenbelag war weitenteils asphaltiert, es gab aber auch gepflasterte Abschnitte. Die Profiteams befuhren die Route 12-mal, daneben gab es auch noch ein Jedermannrennen, bei dem jeder interessierte Radfahrer die dann auf 25 km erweiterte Strecke zwei- oder viermal befahren konnte. Auf einem verkürzten Parcours fanden abschließend Dernyrennen statt.
Seit 2005 erinnerte die nach Walter Lohmann benannte Gedächtnistrophäe an den Radprofi und Weltmeister aus Bochum. Das Rennen war Teil der 2006 bis 2009 ausgetragenen Rennserie Internationale Deutsche Meisterschaft.
Das Frauenrennen 2014 war Teil des Rad-Weltcups der Frauen.

## Siegerliste

### Männer
|  | - 2019 Emanuel Buchmann - 2018 Geraint Thomas - 2017 Marcus Burghardt - 2016 Marcel Sieberg - 2015 Marcel Sieberg - 2014 Marcel Sieberg - 2013 nicht ausgetragen - 2012 Marcel Sieberg - 2011 Pieter Vanspeybrouck - 2010 Niki Terpstra - 2009 Mark Cavendish | - 2008 Eric Baumann - 2007 Andy Cappelle - 2006 Jens Voigt - 2005 Lubor Tesař - 2004 David Kopp - 2003 Rolf Aldag - 2002 Frédéric Amorison - 2001 Gianluca Bortolami - 2000 Jans Koerts - 1999 Erik Zabel - 1998 Jan Ullrich |

### Frauen
|  | - 2019 Natalie van Gogh - 2018 Lydia Wegemund - 2017 Belle de Gast - 2016 Kirsten Peetoom - 2015 Barbara Guarischi - 2014 Marianne Vos - 2013 Christine Majerus - 2012 Hanka Kupfernagel - 2011 Adrie Visser - 2010 Ellen van Dijk | - 2009 Rochelle Gilmore - 2008 Suzanne de Goede - 2007 Hanka Kupfernagel - 2006 Oenone Wood - 2005 Angela Brodtka - 2004 Deirdre Demet-Barry - 2003 Swetlana Bubnenkowa - 2002 Bertine Spijkerman - 2001 Sharon van Essen |